# Sofija Walerjewna Nadyrschina
Sofija Walerjewna Nadyrschina (russisch София Валерьевна Надыршина; * 14. Mai 2003 in Juschno-Sachalinsk) ist eine russische Snowboarderin. Sie startet in den Paralleldisziplinen.

## Werdegang
Nadyrschina startete international erstmals im Januar 2019 beim Europacup in Lachtal. Dabei errang sie die Plätze zwei und eins im Parallel-Riesenslalom. Bei den Juniorenweltmeisterschaften 2019 in Rogla holte sie die Silbermedaille im Parallel-Riesenslalom. Zudem wurde sie dort Fünfte im Parallelslalom. Ihr Debüt im Snowboard-Weltcup hatte sie zu Beginn der Saison 2019/20 in Bannoye, das sie auf dem 12. Platz im Parallel-Riesenslalom beendete. Es folgten vier Top-Zehn-Platzierungen, darunter Platz zwei im Parallel-Riesenslalom in Scuol und in Blue Mountain und erreichte damit den neunten Platz im Parallelweltcup und den fünften Rang im Parallel-Riesenslalom-Weltcup. Zudem gewann sie mit vier Ergebnissen unter den ersten Fünf die Parallel-Riesenslalom-Wertung des Europacups. Bei den Juniorenweltmeisterschaften 2020 im Lachtal holte sie im Parallel-Riesenslalom, Parallelslalom und im Teamwettbewerb jeweils die Goldmedaille.
In der Saison 2020/21 siegte Nadyrschina zweimal und belegte zweimal den zweiten Platz. Sie errang damit jeweils den zweiten Platz im Parallelweltcup, Parallel-Riesenslalom-Weltcup und Parallelslalom-Weltcup. Beim Saisonhöhepunkt, den Snowboard-Weltmeisterschaften 2021 in Rogla, holte sie Silber im Parallel-Riesenslalom und Gold im Parallelslalom. Ende März 2021 triumphierte sie bei den Juniorenweltmeisterschaften in Krasnojarsk jeweils im Parallel-Riesenslalom, Parallelslalom sowie im Teamwettbewerb. In der Saison 2021/22 erreichte sie mit je einen dritten, zweiten und ersten Platz, den neunten Platz im Parallel-Weltcup sowie den zweiten Rang im Parallel-Riesenslalom-Weltcup. Ende Januar 2021 wurde sie im Parallelslalom sowie im Parallel-Riesenslalom russische Meisterin. Bei den Olympischen Winterspielen im Februar 2022 in Peking errang sie den zehnten Platz im Parallel-Riesenslalom.

## Teilnahmen an Weltmeisterschaften und Olympischen Winterspielen

### Olympische Spiele
- 2022 Peking: 10. Platz Parallel-Riesenslalom

### Snowboard-Weltmeisterschaften
- 2021 Rogla: 1. Platz Parallelslalom, 2. Platz Parallel-Riesenslalom

## Weltcupsiege und Weltcup-Gesamtplatzierungen

### Weltcupsiege
| Nr. | Datum             | Ort         | Disziplin             |
| --- | ----------------- | ----------- | --------------------- |
| 01. | 9. Januar 2021    | Scuol       | Parallel-Riesenslalom |
| 02. | 12. Januar 2021   | Bad Gastein | Parallelslalom        |
| 03. | 11. Dezember 2021 | Bannoye     | Parallel-Riesenslalom |

### Weltcup-Gesamtplatzierungen
| Saison  | Parallel | Parallel | Parallel-Riesenslalom | Parallel-Riesenslalom | Parallelslalom | Parallelslalom |
| Saison  | Punkte   | Platz    | Punkte                | Platz                 | Punkte         | Platz          |
| ------- | -------- | -------- | --------------------- | --------------------- | -------------- | -------------- |
| 2019/20 | 2704,8   | 9.       | 2660                  | 5.                    | 44,8           | 36.            |
| 2020/21 | 532      | 2.       | 283                   | 2.                    | 249            | 2.             |
| 2021/22 | 320      | 9.       | 291                   | 2.                    | 29             | 22.            |